# Quincy Acy
Pour les articles homonymes, voir Acy.
Quincy Acy, né le 6 octobre 1990, à Tyler, dans le Texas, est un joueur et entraîneur américain de basket-ball. Il mesure 1,99 m et évolue au poste d'ailier fort.

## Université
Durant sa dernière année universitaire, il cumule 12 points et 7,6 rebonds par match, ce qui lui permet d'être nommé dans l'équipe défensive universitaire 2012.

## Carrière professionnelle

### Raptors de Toronto (2012-2013)
Quincy est drafté à la 37e place par les Raptors de Toronto. Il passe la majorité de la saison en D-League.

### Kings de Sacramento (2013-2014)
Il joue 14 minutes par match et est important dans la rotation.

### Knicks de New York (2014-2015)
Il est transféré avec Travis Outlaw en échange de Wayne Ellington et Jeremy Tyler le 6 août.
Lors de son premier match en tant que titulaire, il impressionne et devient le chouchou du public en marquant des points importants contre un prétendant au titre : Cleveland et son big three (LeBron James, Kevin Love, Kyrie Irving).
À la fin de la saison 2014-2015, les Knicks rejettent l'option équipe sur Acy, qui devient un free agent non-restreint pour la Free Agency 2015.

### Kings de Sacramento (2015-2016)
Le 20 juillet 2015, il revient à Sacramento pour deux ans et deux millions de dollars.

### En Europe
En novembre 2021, Acy s'engage avec le club grec d'Olympiakós jusqu'à la fin de la saison.

## Carrière d'entraîneur
Acy met fin à sa carrière de joueur au terme de la saison 2021-2022. Lors de la saison 2022-2023, il fait partie de l'encadrement des Legends du Texas. En avril 2023, Acy est recruté comme entraîneur adjoint des Shockers de Wichita State, une équipe universitaire, sous la direction du nouvel entraîneur Paul Mills (en).

## Palmarès
- Vainqueur de la coupe de Grèce 2022

## Records sur une rencontre en NBA
Les records personnels de Quincy Acy, officiellement recensés par la NBA sont les suivants :
| Type de statistique        | Saison régulière | Saison régulière                            | Saison régulière                |
| Type de statistique        | Record           | Adversaire                                  | Date                            |
| -------------------------- | ---------------- | ------------------------------------------- | ------------------------------- |
| Points                     | 21               | @ Bulls de Chicago                          | 7 avril 2018                    |
| Paniers marqués            | 8                | Lakers de Los Angeles                       | 7 janvier 2016                  |
| Paniers tentés             | 14               | @ Bulls de Chicago                          | 7 avril 2018                    |
| Paniers à 3 points réussis | 6                | @ Bulls de Chicago                          | 7 avril 2018                    |
| Paniers à 3 points tentés  | 13               | @ Bulls de Chicago                          | 7 avril 2018                    |
| Lancers francs réussis     | 6                | 2 fois                                      |                                 |
| Lancers francs tentés      | 8                | @ Jazz de l'Utah                            | 8 janvier 2015                  |
| Rebonds offensifs          | 6                | @ Cavaliers de Cleveland @ Nets de Brooklyn | 30 octobre 2014 7 novembre 2014 |
| Rebonds défensifs          | 11               | @ Grizzlies de Memphis                      | 5 janvier 2015                  |
| Rebonds totaux             | 14               | @ Grizzlies de Memphis                      | 5 janvier 2015                  |
| Passes décisives           | 5                | Clippers de Los Angeles                     | 12 février 2018                 |
| Interceptions              | 3                | 3 fois                                      |                                 |
| Contres                    | 3                | 3 fois                                      |                                 |
| Balles perdues             | 4                | Raptors de Toronto                          | 8 janvier 2018                  |
| Minutes jouées             | 40               | Pelicans de La Nouvelle-Orléans             | 10 février 2018                 |

- Double-double : 1 (au 21/11/2017).
- Triple-double : aucun.

## Records en D-League
Les records personnels de Quincy Acy, officiellement recensés par la D-League sont les suivants :
| Type de statistique        | Saison régulière | Saison régulière           | Saison régulière |
| Type de statistique        | Record           | Adversaire                 | Date             |
| -------------------------- | ---------------- | -------------------------- | ---------------- |
| Points                     | 18               | @ Bighorns de Reno         | 7 décembre 2012  |
| Paniers marqués            | 7                | 3 fois                     |                  |
| Paniers tentés             | 17               | @ Legends du Texas         | 21 mars 2013     |
| Paniers à 3 points réussis | 1                | @ D-Fenders de Los Angeles | 23 mars 2013     |
| Paniers à 3 points tentés  | 2                | 3 fois                     |                  |
| Lancers francs réussis     | 7                | @ BayHawks d'Érié          | 9 mars 2013      |
| Lancers francs tentés      | 8                | 2 fois                     |                  |
| Rebonds offensifs          | 5                | Bighorns de Reno           | 16 mars 2013     |
| Rebonds défensifs          | 10               | @ Mad Ants de Fort Wayne   | 10 mars 2013     |
| Rebonds totaux             | 12               | 3 fois                     |                  |
| Passes décisives           | 4                | Bighorns de Reno           | 16 mars 2013     |
| Interceptions              | 2                | @ D-Fenders de Los Angeles | 23 mars 2013     |
| Contres                    | 2                | 2 fois                     |                  |
| Balles perdues             | 5                | 2 fois                     |                  |
| Minutes jouées             | 38               | @ Charge de Canton         | 13 mars 2013     |

- Double-double : aucun (au 24/03/2013).
- Triple-double : aucun.